# Municipio de Eden (condado de Carroll)
El municipio de Eden (en inglés: Eden Township) es un municipio ubicado en el condado de Carroll en el estado estadounidense de Iowa. En el año 2010 tenía una población de 594 habitantes y una densidad poblacional de 6,34 personas por km².

## Geografía
El municipio de Eden se encuentra ubicado en las coordenadas 41°54′24″N 94°55′6″O / 41.90667, -94.91833. Según la Oficina del Censo de los Estados Unidos, el municipio tiene una superficie total de 93.67 km², de la cual 93,67 km² corresponden a tierra firme y (0 %) 0 km² es agua.

## Demografía
Según el censo de 2010, había 594 personas residiendo en el municipio de Eden. La densidad de población era de 6,34 hab./km². De los 594 habitantes, el municipio de Eden estaba compuesto por el 98,99 % blancos, el 0,67 % eran afroamericanos, el 0,17 % eran asiáticos y el 0,17 % eran de una mezcla de razas. Del total de la población el 0,17 % eran hispanos o latinos de cualquier raza.